# HEC Montréal
 (avril 2022).
Si vous disposez d'ouvrages ou d'articles de référence ou si vous connaissez des sites web de qualité traitant du thème abordé ici, merci de compléter l'article en donnant les références utiles à sa vérifiabilité et en les liant à la section « Notes et références ».
Pour les articles homonymes, voir HEC.
HEC Montréal (précédemment École des hautes études commerciales de Montréal) est un établissement universitaire québécois situé à Montréal (Canada), dans l'arrondissement Côte-des-Neiges/Notre-Dame-de-Grâce.
Fondée en 1907, elle est la plus ancienne des écoles de commerce et d'administration du Canada. Ayant formé une bonne partie de l’élite administrative québécoise et canadienne, HEC Montréal se classe parmi les plus importantes et meilleures écoles de gestion en Amérique du Nord. La langue d'enseignement est le français, mais certains cours et programmes sont aussi offerts en anglais et en espagnol. L'École a décerné plus de 86 400 diplômes depuis 1907. Elle est affiliée à l'Université de Montréal depuis 1957, laquelle décerne tous ses diplômes.
HEC Montréal est la première école d'affaires nord-américaine à avoir obtenu les trois accréditations les plus prestigieuses du monde de l'enseignement de la gestion : Association to Advance Collegiate Schools of Business (États-Unis), AMBA (Royaume-Uni) et EQUIS (Europe). Outre ceci, HEC Montréal est membre de la Conférence des grandes écoles et de l'Institut indo-canadien Shastri.

## Histoire

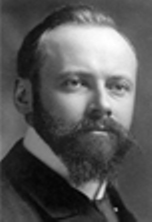
Auguste-Joseph de Bray, 1er directeur

L'École des hautes études commerciales de Montréal est fondée le 14 mars 1907, sous le nom d'École des hautes études commerciales. Comme le rappelle l’universitaire Adrien Jean-Guy Passant, les fondateurs de HEC Montréal voyagent en Europe afin d'y visiter les meilleures écoles de commerce et s’en inspirer. Trois écoles, en particulier, sont retenues : l’École Supérieure de Commerce de Paris (fondée en 1819), l’École des Hautes Études Commerciales de Paris (fondée en 1881) et l’Institut Supérieur du Commerce d’Anvers (fondé en 1852). Bâtie sur le modèle des grandes écoles à la française, l'École est autonome et n'a alors aucun lien avec une université. C'est une première au Canada et en Amérique du Nord : l'Église, qui contrôle les universités, s'oppose fortement à ce projet. Elle décourage ses étudiants des séminaires et des collèges classiques de se rendre à HEC.
Malgré les difficultés de financement et l'opposition de l'Église, l'École voit le jour sous la présidence d'Isaïe Préfontaine, avec pour premier directeur Auguste-Joseph de Bray, un jeune professeur belge de 33 ans.
Aujourd'hui, l'histoire de l'École est jalonnée de contributions concrètes au développement de l'économie du pays et à celui de l'enseignement de la gestion.

### Le Square Viger: 1907-1970

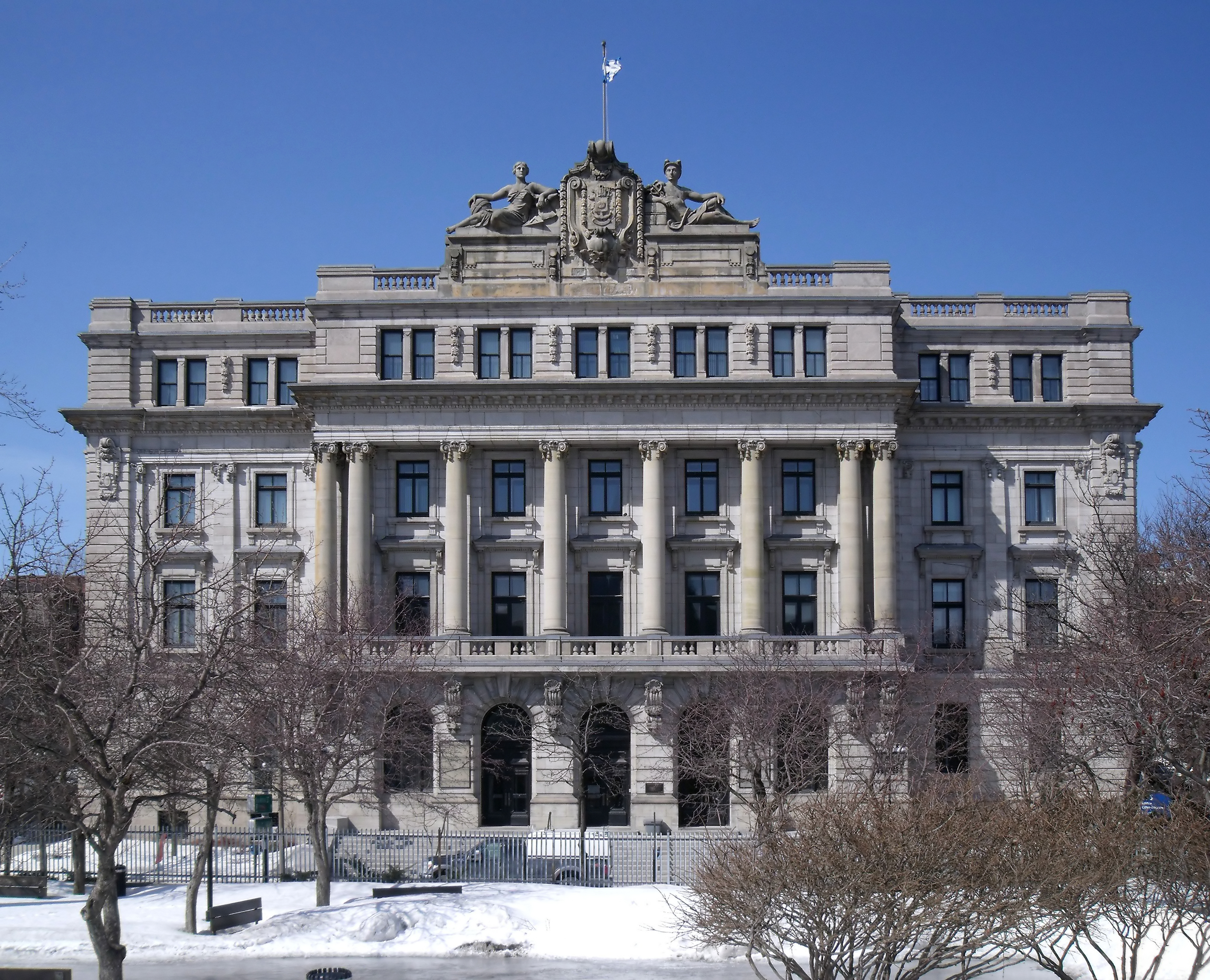
Le plus ancien bâtiment des Hautes Études Commerciales : le Square Viger

Le premier bâtiment de l'École est le « Square Viger » (aujourd’hui l'édifice Gilles-Hocquart), au coin des rues de la Gauchetière et Saint-Hubert, dans le Vieux-Montréal. Sa construction débute le 23 octobre 1908 : sa première pierre est posée par le premier ministre Lomer Gouin. Le pavillon accueille ses premiers étudiants en 1910.
Ces derniers sont au programme de « licence en sciences commerciales et maritimes » et sont au nombre de 32. Le directeur veut avoir un enseignement moderne, c'est pourquoi il introduit un « bureau commercial », sorte d'ancêtre de la méthode des cas, où sont simulées des opérations bancaires et commerciales. Il envisage même d'avoir recours au cinéma.
En 1916, Auguste-Joseph de Bray démissionne en taison de différends insurmontables avec Isaïe Préfontaine. Henry Laureys lui succède et s'oppose également au président, qui finit par ne pas renouveler son mandat en 1919.
Henry Laureys crée les cours du soir de l'École des hautes études commerciales de Montréal, pour faire augmenter le nombre d'inscrits à l'École en fournissant une formation continue à des adultes. Ce sont les premiers cours du soir proposés au Canada.
De 1926 à 1957, l'École perd temporairement son indépendance et elle est placée sous la tutelle de la corporation des écoles techniques et professionnelles, mise en place par le gouvernement du Québec. Cette corporation regroupe l'École des hautes études commerciales de Montréal, les écoles techniques, les écoles des beaux-arts et les écoles d'arts et métiers. En 1958, l'École s'affilie à l'Université de Montréal, ce qui lui rend une certaine autonomie tout intégrant la plus grande université du Québec. L'École ouvre dès lors ses portes à la recherche scientifique, dont la coordination revient à l'UdeM.

### Le campus Decelles: de 1970 à aujourd'hui

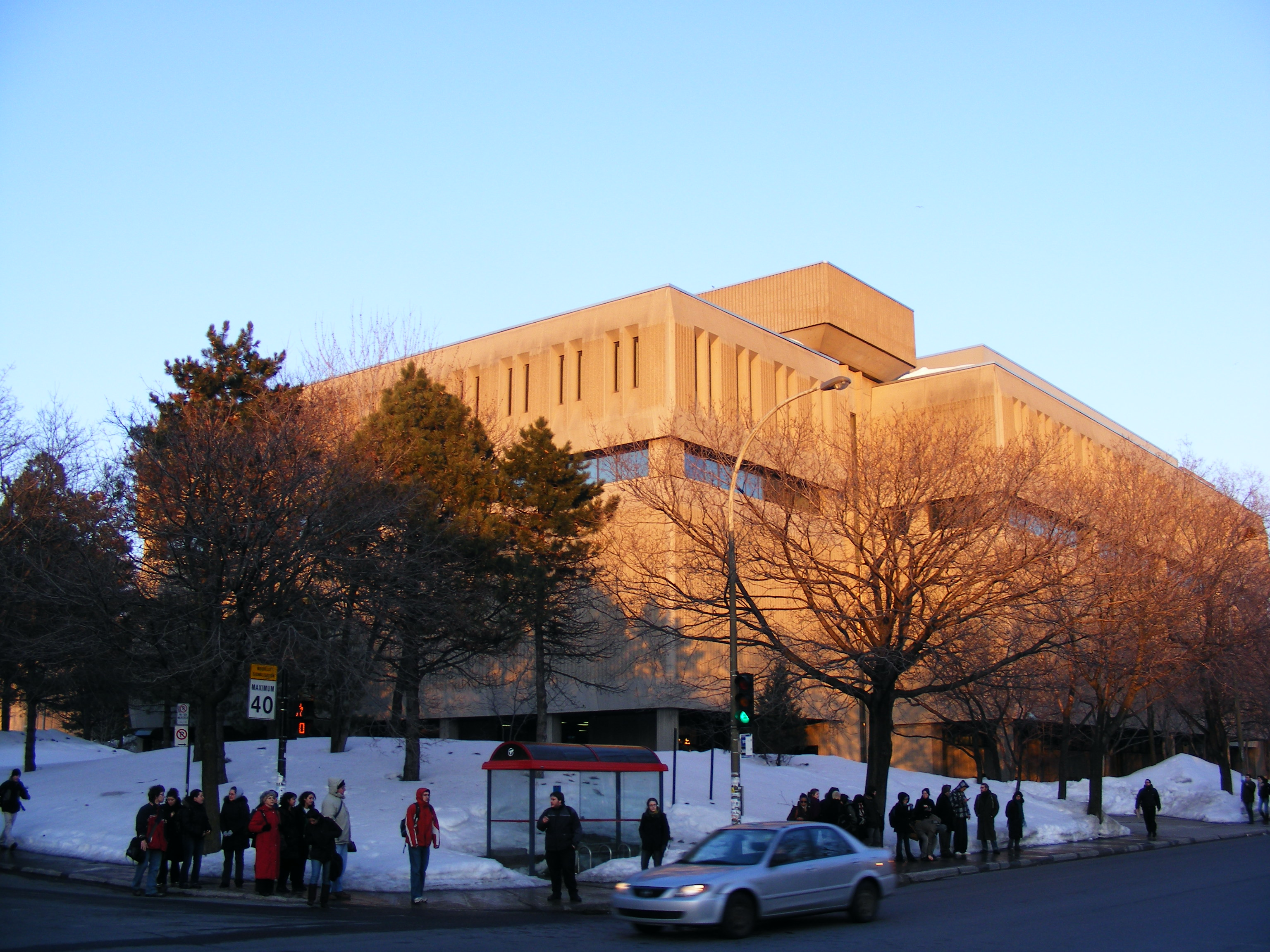
L'édifice Decelles

En 1970, Robert Bourassa inaugure l'édifice Decelles de l'École des hautes études commerciales de Montréal, « l'École sur la montagne », sur le campus de la Montagne de l'Université de Montréal. Il est conçu par l’architecte Roland Dumais. Les étudiants utilisent toutefois l'expression « bunker » pour le désigner. En effet, sa forme, de même que l'utilisation (certains[Qui ?] diront excessive) du béton pour la façade et l'absence de fenêtres imposent l'expression dans le vocabulaire des étudiants.
En 1972, Paul Dell'Aniello (HEC 1955) devient directeur de l'École. L'année de son arrivée, le programme de B.A.A., classes du soir est créé. Roger Charbonneau reprend temporairement le poste à son départ en 1974, suivi de Pierre Laurin en 1975 (HEC 1963).
C'est finalement en 1976 que le programme de Ph. D. est proposé, en collaboration avec les universités McGill, Concordia et l'UQAM. Le programme de M. Sc. (maîtrise ès sciences en gestion) est créé la même année. Cette évolution est perçue comme majeure pour les étudiants et les professeurs de l'École des hautes études commerciales de Montréal, car l'École commence véritablement à enseigner au niveau des 2e et 3e cycles et ne se contente plus de la formation initiale au baccalauréat et au certificat.
Sous la présidence de Pierre Harvey, arrivé en 1982 (HEC 1948), on fête les 75 ans de l'École en la présence de René Lévesque. Le 7e étage du bâtiment Decelles est inauguré à cette occasion. P. Harvey est remplacé en 1987 par Jean Guertin (HEC 1965) qui crée le programme de D.E.S.S. (diplôme d'études supérieures spécialisées) : un programme court d'un an qui vise à apporter une compétence supplémentaire et plus spécialisée à un élève disposant déjà d'un baccalauréat.
En 1988, les Jeux du commerce sont créés. Il s'agit d'une compétition interuniversitaire dans laquelle les étudiants venant de tout le Canada concourent dans les domaines sportif et scolaire.
C'est en 1992 que le projet de nouveau campus est lancé : celui-ci sera terminé juste après l'arrivée de Jean-Marie Toulouse en tant que directeur, en 1995.
L'édifice est de nouveau utilisé depuis 2012 après une rénovation majeure de l'intérieur et de la façade du bâtiment.

### Le campus du chemin de la Côte-Sainte-Catherine: de 1996 à aujourd'hui

Logo de HEC Montréal jusqu'en 2002

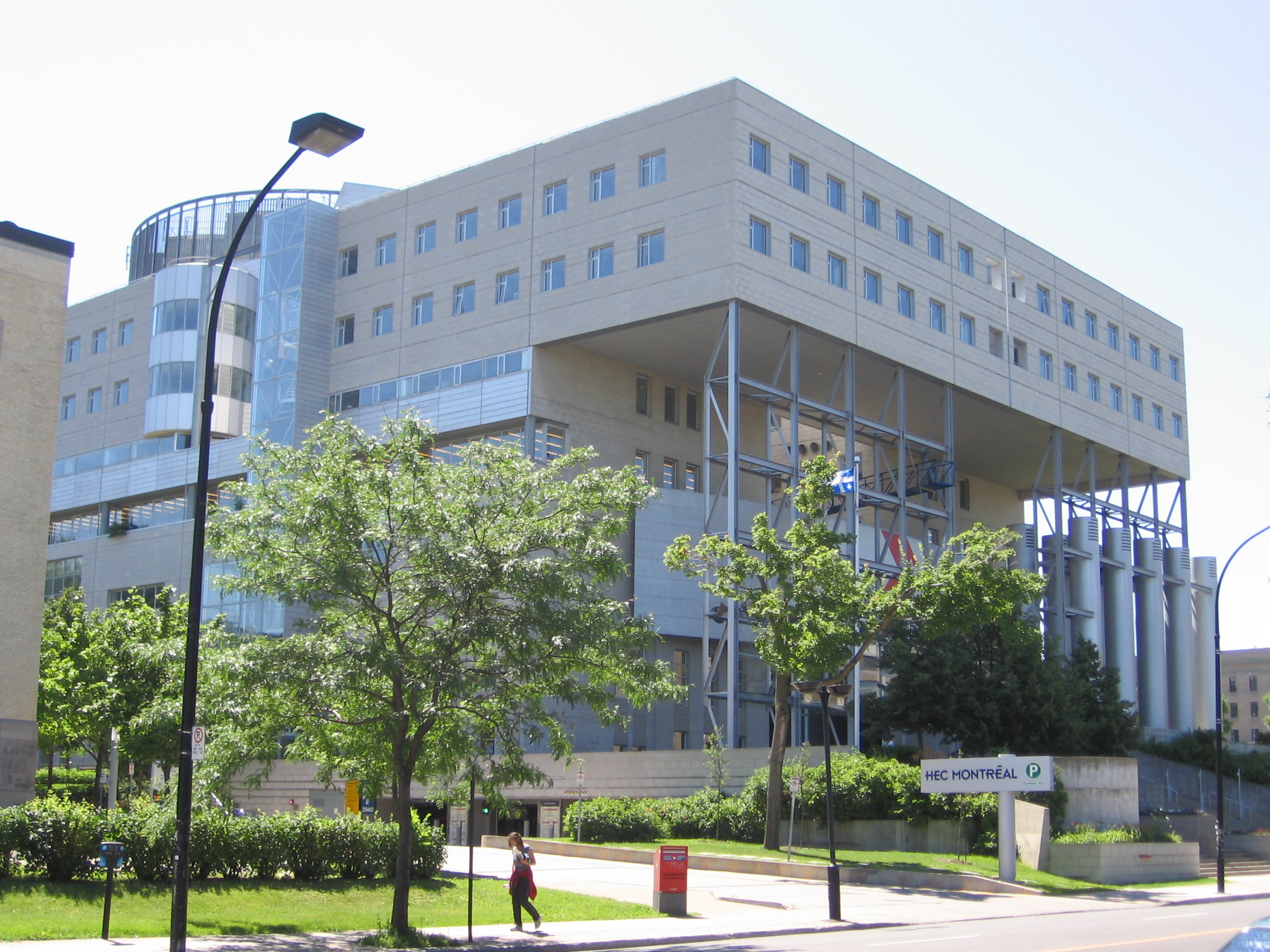
Le nouveau pavillon de l'École des hautes études commerciales sur le chemin de la Côte-Sainte-Catherine

Le nouveau campus principal de l'École des hautes études commerciales de Montréal, situé sur le chemin de la Côte-Sainte-Catherine, dans l'arrondissement Côte-des-Neiges–Notre-Dame-de-Grâce, est inauguré en 1996 par le premier ministre Lucien Bouchard. Œuvre de l'architecte Dan Hanganu et Jodoin Lamarre Pratte et Associés, cet imposant pavillon est un ajout controversé au quartier, comme son prédécesseur, l'édifice Decelles. Il remporte en 2000 un prix d'excellence en architecture dans la catégorie « Architecture institutionnelle » mais sa monumentalité et son apparence industrielle sont souvent décriés et il se mérite un prix Citron en 1996 de Sauvons Montréal, qui la juge « la construction la plus laide de Montréal ».
De plus, 44 salles de l'École reçoivent le nom d'un commanditaire (particulier ou entreprise) pour le financement du nouveau bâtiment. L'École devient aussi membre associée de la Conférence des grandes écoles (CGE) en France la même année.
La salle des marchés de l'École est inaugurée en 1997 : celle-ci est conçue pour pouvoir être utilisée comme salle « de secours » au cas où la Bourse de Montréal aurait un problème technique majeur. Elle a été financée grâce à un don de Lévesque Beaubien Geoffrion à l'École. Elle est maintenant connue sous le nom de la Salle des marchés FBN, la Financière Banque Nationale ayant acquis Lévesque Beaubien Geoffrion et elle est rénovée en 2007 afin de rester à l'avant-garde technologique.
Le nouveau campus est accompagné de la création du programme de MBA intensif (traduction française de full time MBA) et est suivi en 1997 du programme Virtuose, qui vise à utiliser au maximum les technologies de l'information dans l'éducation. Ce programme commence en 1997 au MBA, puis en 1998 au B.A.A. Le pavillon est entièrement équipé de prises réseau Ethernet pour que chaque personne ait accès à Internet et à l'intranet de l'École.
En 2006, Michel Patry devient le 10e directeur de l'École des hautes études commerciales, devenue HEC Montréal en 2002.
Le 1er juin 2019, Federico Pasin devient le 11e directeur de HEC Montréal. Son mandat est d'une durée de quatre ans.

### Édifice Hélène-Desmarais

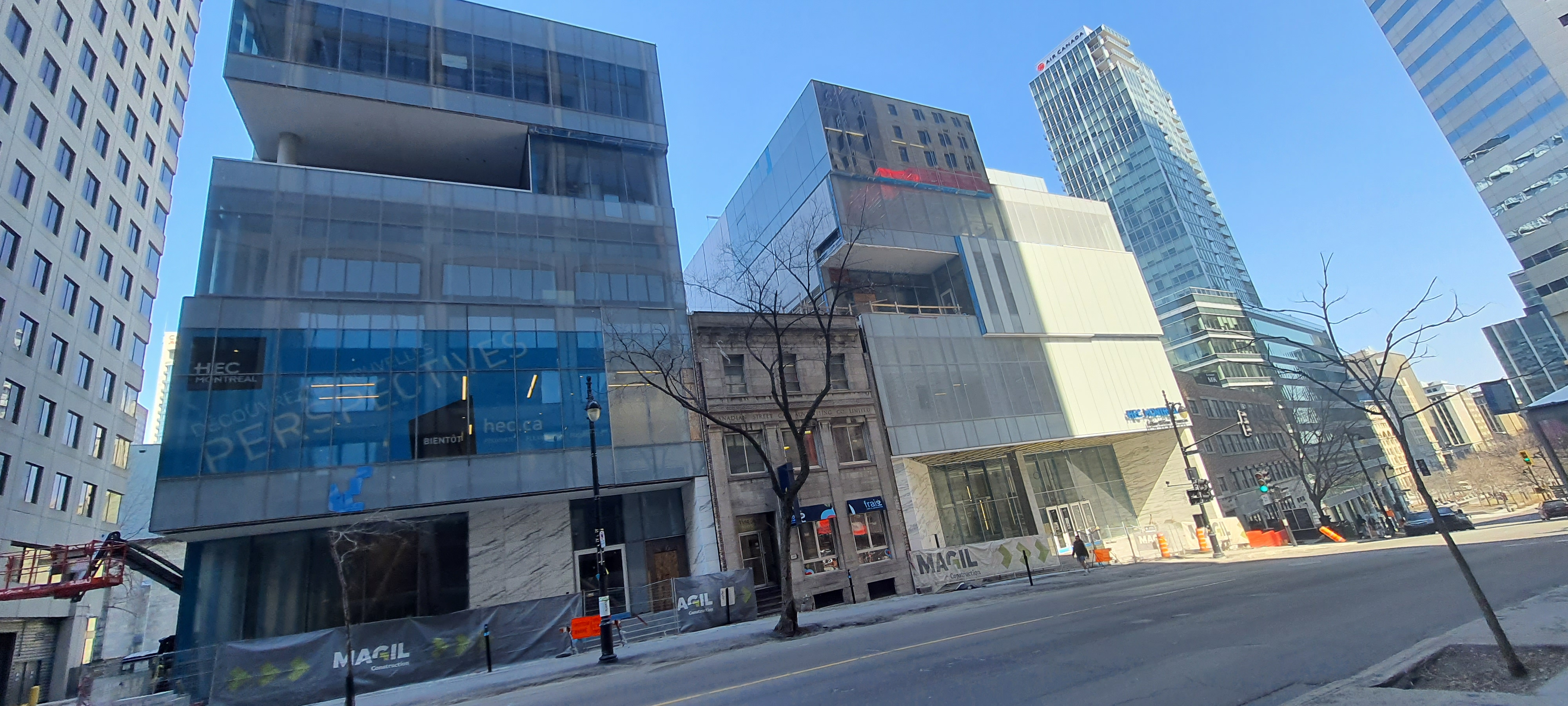
HEC Centre-ville en construction, avril 2023

Depuis le 17 octobre 2019, un nouvel édifice est en construction au centre-ville d'affaires, sur la rue De La Gauchetière, à côté de la basilique Saint-Patrick. Le projet est dessiné par la firme montréalaise Provencher_Roy. Son ouverture est prévue pour l'été 2022.
Elle porte le nom d'édifice Hélène-Desmarais en reconnaissance de l’engagement de cette femme d’affaires québécoise envers son alma mater et d’un don de 7 millions $ de la famille Paul et Hélène Desmarais.

### Changement de nom: d'École des hautes études commerciales à HEC Montréal

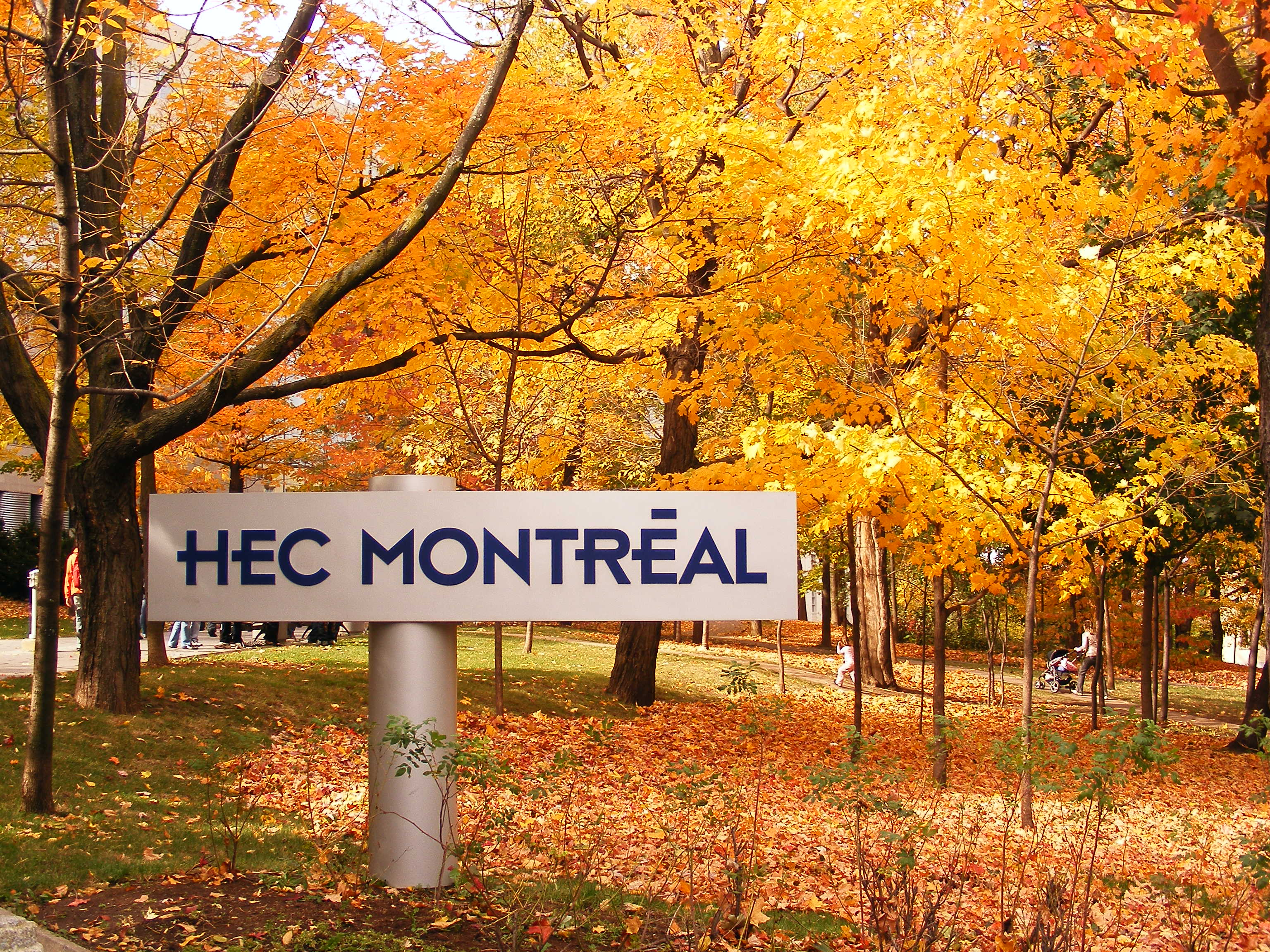
Panneau d'entrée de l'École à l'automne

En 2002, la direction décide d'officialiser le nom de « HEC Montréal », déjà largement utilisé, dans le but de rapprocher l'École des autres établissements comme HEC Paris (maintenant à Jouy-en-Josas en banlieue parisienne) ou HEC Lausanne, et ainsi développer la visibilité internationale de l'École.

### Liste des directeurs de HEC Montréal
|     | Années de service | Directeur                             |
| 1er | 1907-1916         | Auguste-Joseph de Bray                |
| 2e  | 1916-1938         | Henry Laureys                         |
| 3e  | 1938-1962         | Esdras Minville                       |
| 4e  | 1962-1972         | Roger Charbonneau                     |
| 5e  | 1972-1974         | Paul Dell'Aniello                     |
|     | 1974-1975         | Roger Charbonneau (2e fois directeur) |
| 6e  | 1975-1982         | Pierre Laurin                         |
| 7e  | 1982-1987         | Pierre Harvey                         |
| 8e  | 1987-1995         | Jean Guertin                          |
| 9e  | 1995-2006         | Jean-Marie Toulouse                   |
| 10e | 2006-2019         | Michel Patry                          |
| 11e | 2019-actif        | Federico Pasin                        |

## Programmes et formations

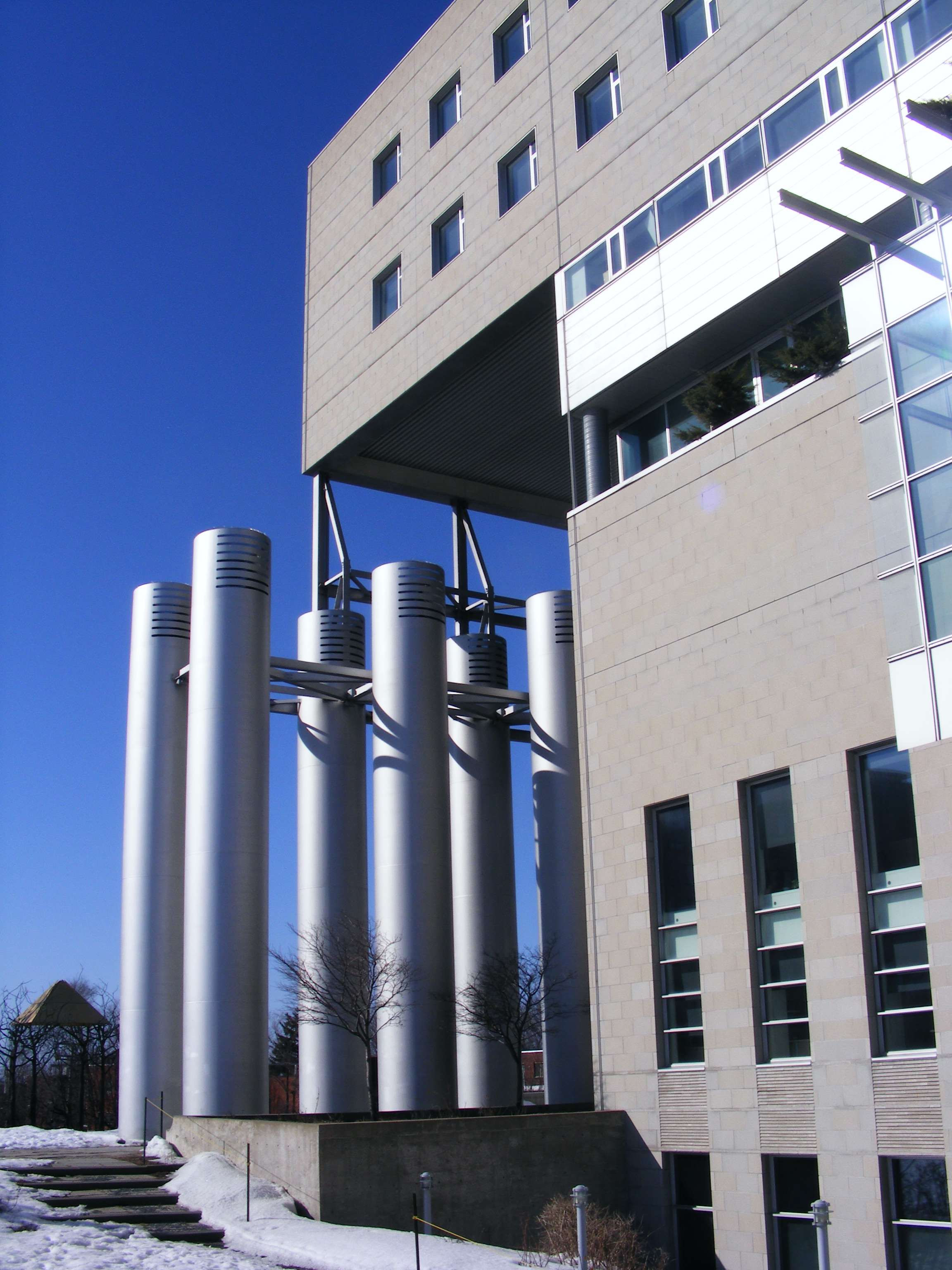
Le pavillon sur le chemin de la Côte-Sainte-Catherine

HEC Montréal offre des programmes de premier, deuxième et troisième cycles; des formations pour les dirigeants ainsi qu'une plateforme de cours en ligne.

### Premier cycle

#### Microprogrammes de premier cycle
Le microprogramme de premier cycle est une formation courte de 15 crédits qui permet d’acquérir les compétences pratiques et théoriques nécessaires à l’exercice d'une profession. Il peut, à certaines conditions, mener à l’admission à un programme de certificat.
Les microprogrammes de premier cycle sont les suivants :
- Amélioration des processus et de la qualité
- Analyse d’affaires
- Comportement organisationnel
- Création d’entreprise
- Exploitation de données
- Finance d’entreprise
- Finance de marché
- Gestion comptable des PME
- Gestion d’entreprises
- Gestion de la performance des employés
- Gestion de projets
- Gestion des affaires internationales
- Gestion des conflits en milieu de travail
- Gestion du changement
- Innovation et créativité
- Leadership organisationnel
- Logistique
- Marketing
- Mobilisation du personnel
- Progiciel de gestion intégré (ERP) SAP
- Recrutement du personnel
- Sécurité informatique des systèmes
- Supervision
- Vente relationnelle

#### Certificats
Le certificat est un programme de perfectionnement conçu principalement pour des études à temps partiel. Il est toutefois possible d’étudier à temps plein dans plusieurs spécialisations (durée minimale d'un an pour les étudiants inscrits à temps plein). Le certificat est un diplôme dans un domaine spécialisé de la gestion (plus d'une vingtaine de spécialisations) exigeant 30 crédits universitaires nord-américains de premier cycle.
Il est possible d'obtenir un baccalauréat par cumul de trois certificats en respectant certaines conditions spécifiques.
Les programmes de certificats sont les suivants :
- Administration (personnalisé)
- Affaires internationales
- Amélioration des processus et de la qualité
- Analyse d'affaires – technologies de l’information
- Analyse de la sécurité de l'information et des systèmes
- Analyse des processus organisationnels
- Analytique d'affaires
- Comptabilité et finance appliqués
- Comptabilité professionnelle
- Développement organisationnel
- Entrepreneuriat et création d'entreprise
- Finance de marché
- Finance d'entreprise
- Gestion comptable des organisations
- Gestion de l’innovation
- Gestion de la chaîne logistique
- Gestion de la coopération et des conflits en milieu de travail
- Gestion de projets
- Gestion d'entreprises
- Gestion des ressources humaines
- Gestion du marketing
- Leadership organisationnel
- Planification financière personnelle
- Supervision
- Vente relationnelle

#### Baccalauréat en gestion par cumul en gestion
- L’obtention de certains certificats permet de demander la délivrance d’un baccalauréat par cumul en gestion de l’Université de Montréal. En savoir plus

#### Baccalauréat en administration des affaires (B.A.A.)
Le B.A.A. est un diplôme sanctionnant 90 crédits universitaires nord-américains de premier cycle. C'est un diplôme généraliste, auquel s'ajoute une spécialisation lors de la 3e année.
Le programme est accessible aux étudiants ayant déjà complété 13 années de scolarité (notamment les étudiants détenant un DEC québécois et les bacheliers français d'une série S ou ES spécialité mathématiques ayant réussi une année préparatoire à HEC Montréal, une année de classe préparatoire scientifique ou commerciale ou une année universitaire).
Lors de la 3e année, le B.A.A. peut être spécialisé dans les domaines suivants :
- Affaires internationales
- Comptabilité professionnelle
- Développement durable
- Économie appliquée
- Économie, finance et mathématiques (spécialisation intégrée)
- Entrepreneuriat
- Finance
- Gestion de projets
- Gestion des opérations et de la logistique
- Gestion des ressources humaines
- Management
- Marketing
- Méthodes quantitatives de gestion
- Technologies de l'information

Les étudiants du programme peuvent combiner deux spécialisations (option mixte) ou ne pas choisir de spécialité pour mener à bien un projet précis (option personnalisée).
L'option personnalisée offre la possibilité aux étudiants du programme de B.A.A de suivre la moitié de leurs cours de spécialité au sein d'un établissement universitaire extérieur à HEC Montréal, dans le cas ou le projet de l'étudiant inclut une discipline non-offerte au sein d'HEC Montréal (en sciences, par exemple).
Trois cheminements : en français, bilingue, trilingue
Les étudiants peuvent choisir entre trois profils différents : le programme régulier (majoritairement en français, avec des cours optionnels disponibles en anglais), le programme bilingue (avec plusieurs des cours de base en anglais, et des cours optionnels disponibles en français ou en anglais) et le programme trilingue (avec les cours de base en anglais, français et espagnol, et l'obligation de faire un échange à l'étranger ou un Campus international).
L'année préparatoire peut désormais être faite seulement en français, et des cours intensifs d'espagnol sont également proposés.
Programme d'échanges
Le programme d'échanges de HEC Montréal compte parmi les plus vastes au Canada, avec plus d'une centaine de partenaires dans plus de 35 pays. Parmi les universités partenaires, on retrouve des écoles comme WHU - Otto Beisheim School of Management et Mannheim en Allemagne, 3 universités à Buenos Aires et 12 en Australie, 2 au Chili, 4 en Chine (dont la très connue Tsinghua University), ESADE, Universidad de Navarra et 6 autres écoles en Espagne, ESCP, Sciences Po, EMLYON, EDHEC et 6 autres écoles en France, 4 écoles à Hong Kong, 2 en Italie dont Bocconi, 5 aux Pays-Bas dont RSM Erasmus et Tilburg, 8 au Royaume-Uni dont Warwick, 3 écoles à Singapour dont la NUS, une dizaine dans les pays Scandinaves, 3 écoles en Suisse (dont l'Universität St. Gallen) et des écoles au Japon, en Corée du Sud, en Thaïlande, à Taïwan et dans plusieurs pays européens et d'Amérique du Sud.

### Deuxième cycle

#### Maîtrise ès sciences en gestion (M. Sc.)
La M. Sc. est un diplôme de second cycle. Le programme permettant d'obtenir la M. Sc. est d’une durée de 2 ans. Les étudiants sont inscrits au programme de la M. Sc. à temps plein et de jour seulement. Le programme de M. Sc. exige 45 crédits universitaires nord-américains. En comparaison avec les masters du système éducatif européen, la M. Sc. de l'école tend à être plus orientée vers la recherche et la compréhension approfondie de la théorie. Le programme permet d'obtenir une expertise de pointe dans une spécialité de la gestion. La grande majorité des diplômés du programme travaille pour des entreprises privées, publiques ou parapubliques dans des postes d'analystes et de consultants. Une minorité poursuit des études de troisième cycle. Le programme menant à la M. Sc. est accessible aux étudiants disposant déjà d'un diplôme attestant un premier cycle complet (baccalauréat québécois, Master 2/Bac +5 pour les candidats français; exceptionnellement un étudiant ayant complété un Master 1/Bac +4 peut être admis, bachelor anglais ou américain) dans un domaine de la gestion ou l'équivalent (droit, psychologie, économie, ingénierie, actuariat, etc.).
Le programme permettant d'obtenir la M. Sc. offre les spécialisations suivantes :
- Gestion (M. Sc.) – affaires internationales
- Gestion (M. Sc.) – commerce électronique
- Gestion (M. Sc.) – comptabilité-contrôle-audit
- Gestion (M. Sc.) – développement organisationnel
- Gestion (M. Sc.) – économie appliquée
- Gestion (M. Sc.) – économie financière appliquée
- Gestion (M. Sc.) – entrepreneuriat-intrapreneuriat-innovation
- Gestion (M. Sc.) – expérience utilisateur dans un contexte d’affaires
- Gestion (M. Sc.) – finance
- Gestion (M. Sc.) – gestion des opérations
- Gestion (M. Sc.) – gestion des ressources humaines
- Gestion (M. Sc.) – gestions en contexte d'innovations sociales
- Gestion (M. Sc.) – ingénierie financière
- Gestion (M. Sc.) – intelligence d’affaires
- Gestion (M. Sc.) – logistique internationale
- Gestion (M. Sc.) – management
- Gestion (M. Sc.) – marketing
- Gestion (M. Sc.) – science des données et analytique d’affaires
- Gestion (M. Sc.) – stratégie
- Gestion (M. Sc.) – transformation numérique des organisations
- Management et développement durable
- Management in International Arts Management (MMIAM)

#### Maîtrises professionnelles
Les maîtrises professionnelles sont des programmes menant à un diplôme de 2e cycle universitaire, offrant une formation spécialisée en gestion axée sur un secteur d’activité, une thématique ou une profession.
Les maîtrises professionnelles offertes à HEC Montréal sont les suivantes :
- Droit (LL. M.) – fiscalité
- Management des entreprises culturelles

#### Maîtrise internationale
La maîtrise internationale en management des arts est offerte par HEC Montréal et le Département de gestion des arts et d’entrepreneuriat culturel de la Southern Methodist University, en collaboration avec la SDA Bocconi School of Management. Elle inclut une session de quatre mois sur les campus de chacune des trois institutions partenaires soit Dallas, Montréal et Milan.

#### Diplômes d'études supérieures spécialisées (D.E.S.S.)
Le D.E.S.S. est un diplôme professionnel de second cycle. Les programmes permettant d'obtenir le D.E.S.S. ont d’une durée minimale d’un an pour les étudiants inscrits à temps plein et d’une durée maximale de quatre ans pour les étudiants inscrits à temps partiel. Les programmes menant au D.E.S.S. exigent 30 crédits universitaires nord-américains. Les programmes menant au D.E.S.S. sont accessibles aux élèves disposant déjà d'un diplôme attestant un premier cycle complet (baccalauréat québécois, licence française, bachelor anglais ou américain). Chaque programme menant au D.E.S.S. a sa propre structure de cours et ses propres critères d'admission.
Les programmes de D.E.S.S. offerts à HEC Montréal sont les suivants :
- Administration des affaires
- Comptabilité professionnelle – CPA
- Fiscalité
- Gestion – analyse d’affaires – technologies de l’information
- Gestion – chaîne logistique
- Gestion – commerce électronique
- Gestion – communication marketing et marque
- Gestion – développement durable
- Gestion – développement organisationnel
- Gestion – entrepreneuriat
- Gestion – management
- Gestion – organismes culturels
- Gestion – professions financières
- Gestion – ressources humaines

#### Microprogrammes
Les microprogrammes sont des formations courtes de 2e cycle, qui privilégient les apprentissages pratiques et le développement des compétences spécifiques d'une profession ou d'un secteur d'activité. Les microprogrammes comportent 15 crédits et donnent lieu à une attestation d’études.
Les microprogrammes offerts à HEC Montréal sont les suivants :
- Administration des affaires
- Analyse d'affaires – technologies de l’information
- Commerce électronique
- Développement organisationnel
- Entrepreneuriat
- Gestion de la chaîne logistique
- Gestion des organismes culturels
- Gestion des ressources humaines
- Gestion et développement durable
- Internationalisation des affaires
- Management
- Marketing
- Professions financières

#### Programme de formation professionnelle
Le programme de formation professionnelle (PFP) de CPA Canada est offert par l’Ordre des comptables professionnels agréés du Québec (CPA), en partenariat avec HEC Montréal et la Faculté des sciences de l’administration de l’Université Laval (FSA ULaval). Ce programme de niveau deuxième cycle universitaire d’une durée de 16 à 24 mois permet d’acquérir la formation nécessaire pour se présenter à l’examen final commun (EFC), soit l’examen professionnel CPA, en poursuivant des études à temps partiel tout en occupant un emploi.

#### École des dirigeants
L’offre de formation de l’École des dirigeants HEC Montréal s’articule autour de cinq types de programmes :
- des programmes diplômants (MBA, EMBA McGill-HEC Montréal, MBA-ITC);
- des programmes qualifiants (L’essentiel d’un MBA, Série Parcours Experts);
- des programmes de formations courtes sur un panel thématique diversifié;
- des programmes de formation sur mesure;
- des conférences sur mesure et de l’accompagnement.

#### MBA
Le programme de MBA de HEC Montréal est offert en français et en anglais. Il est possible de le suivre à temps plein ou à temps partiel. Il accueille actuellement environ 175 étudiants à temps plein, dont 50 % proviennent de l’étranger, et 250 étudiants à temps partiel.

#### EMBA
Le programme d'EMBA (Executive MBA) de HEC Montréal est offert en collaboration avec l'Université McGill (EMBA McGill-HEC Montréal). Les participants peuvent achever le programme en 15 mois tout en poursuivant leurs activités professionnelles.

#### MBA-ITC
Offert en collaboration avec Polytechnique Montréal, le MBA-ITC (innovation technologique et commercialisation) est réservé aux ingénieurs.

### Troisième cycle

#### Doctorat (Ph. D.)
Le programme de doctorat (Ph. D.) en administration est bilingue (français et anglais) et est offert conjointement par HEC Montréal et les universités Concordia, McGill et du Québec à Montréal.
Les spécialisations sont les suivantes :
- Affaires internationales
- Comportement organisationnel et ressources humaines
- Économie appliquée
- Finance
- Gestion des opérations et de la logistique
- Ingénierie financière
- Management, stratégie et organisations
- Marketing
- Sciences comptables
- Sciences de la décision
- Sciences des données
- Technologies de l’information

### Plateforme de cours en ligne
EDUlib est une plateforme de cours en ligne gratuits et ouverts à tous, portée par HEC Montréal, Polytechnique Montréal et l’Université de Montréal. Elle permet à tous les publics d’accéder à des cours variés et de qualité où qu’ils soient dans le monde. Tous les cours présentés sur EDUlib sont conçus et animés par des professeurs des trois établissements et leurs partenaires universitaires internationaux.

## Agréments, classements et distinctions

### Agréments
- HEC Montréal est la première école de gestion en Amérique du Nord à détenir les trois agréments les plus prestigieux du monde de l'enseignement de la gestion : AMBA, de l'Association of MBAs (Royaume-Uni), AACSB International, de l'Association to Advance Collegiate Schools of Business, et EQUIS, de l'European Foundation for Management Development. Moins de 70 écoles de gestion dans le monde (sur plus de 13 000), dont uniquement deux au Canada, possèdent la triple accréditation.

### Classements
- À la 47e position du classement mondial d’employabilité 2014 (Global Employability Ranking[20]) réalisé par les firmes de consultation Emerging (France) et Trendence (Allemagne). Seules trois autres universités canadiennes apparaissent dans le top 50 de ce palmarès qui est dévoilé dans l’édition du 8 décembre 2014 de l’International New York Times.
- MBA
  - Dans les 100 meilleurs programmes au monde de l’édition 2014 du guide Which MBA?[21] du réputé hebdomadaire The Economist.
  - Dans le guide The Best 296 Business Schools: 2015 Edition[22] compilé par The Princeton Review.
  - Au 31e rang du classement mondial 2015 des meilleures écoles de gestion hors Amérique latine qui offrent un programme de MBA[23], selon le magazine AméricaEconomía, et le seul établissement universitaire au Canada à en faire partie.
  - Parmi les meilleurs au monde du classement 2015 de la prestigieuse revue mexicaine Expansión[24].
  - Au palmarès biennal 2013 des meilleurs MBA hors États-Unis d'une durée d'un an du magazine Forbes[25].
  - Dans les 50 meilleurs programmes hors États-Unis du classement réalisé par Poets & Quants en 2014[26], pour une cinquième année consécutive.
  - Au 2e rang des meilleurs programmes au pays de la revue Canadian Business en 2014[27].
- EMBA
  - Au 29e rang mondial du classement réalisé par The Economist en 2013[28].

### Autres distinctions
- Depuis la création des Jeux du commerce, les étudiants de HEC Montréal ont remporté 11 fois la première place, 4 fois la deuxième place et 4 fois la troisième place.
- Ils se démarquent aussi lors de nombreuses compétitions interuniversitaires internationales, dans tous les domaines de la gestion.

## Milieu associatif
L'École abrite de nombreuses associations étudiantes. Les principales quant au nombre de personnes sont l'AEHEC, qui représente les étudiants au baccalauréat en administration des affaires, l'AEPC, les étudiants des programmes de certificat, l'AECS, les étudiants aux cycles supérieurs, ainsi que la SRA (Société de relations d'affaires), qui organise des conférences et des rencontres avec des professionnels de différents domaines.
Les domaines couverts par les associations sont nombreux. Ces regroupements ont pour la plupart le but de faire découvrir un domaine particulier aux étudiants de l'École.

### Associations étudiantes et groupes d'intérêt de HEC Montréal

#### Associations
- AECS : Association des étudiants aux cycles supérieurs[29]
- AEHEC : Association des étudiants de HEC Montréal
- AEMBA : Association des étudiants du MBA
- AEPC : Association des étudiants aux programmes de certificat

#### Comités de l'AEHEC[30]
- Association marketing
- Association radio vidéo
- Association technologies de l'information
- Comité année préparatoire
- Comité compétitions HEC Montréal (Jeux du commerce, Happening Marketing, Omnium financier...)
- Comité finance
- Comité GOL (gestion des opérations et de la logistique)
- Comité GRH (gestion des ressources humaines)
- Comité HEConomie
- Comité promotion
- Comité sports et loisirs
- La Chaise Bleue (la Web Télé des étudiants de HEC Montréal)
- Le Comptoir HEC (gestion de l'alcool et hôtellerie)
- VISA (Vivre Intensément de Sport et d'Aventures - anciennement VIDA)
- YEP (anciennement JET - Jeunesse Entrepreneuriale)
- Journal de l’Intérêt (Journal étudiant officiel de HEC Montréal depuis 1965)

#### Comités de l'AECS[31]
- Comité bal
- Comité commerce électronique
- Comité culturel
- Comité développement durable
- Comité Ludos (industrie du jeu vidéo et de l'interactivité)
- Comité sports
- Créateurs de valeurs (événements liés à l'innovation)
- HEConnecte (conseils et événements de réseautage)
- International Graduate Competition (compétition interuniversitaire internationale, unique à la maîtrise)
- ImmoHEC (immobilier)
- Ordre des tabliers (art culinaire)
- TEDxHECMontréal (conférences basées sur le partage d'idées novatrices)

#### Groupes d'intérêt
- Expression (arts et culture)
- Groupe Nova (Implication sociale et bénévolat)
- AIESEC (Association internationale des étudiants en sciences économiques et commerciales)
- CCM (Club de consultation en management)
- Challenges européens (Trophy 4L et Course Croisière EDHEC)
- Comité CPA (comptables professionnels agréés
- Fonds de placement étudiant HEC Montréal
- Forum des affaires mondiales[32]
- Groupe AIDAe (aide aux initiatives et au développement d'activités étudiantes)
- HEChange (accueil des étudiants en échange)
- HumaniTERRE (commerce équitable, environnement et conscience sociale en affaires)
- SRA (Société de relations d'affaires)
- HECinéma (Association cinéma d'HEC)

## Diplômés notables
- Aïssata Lam: militante mauritanienne des droits des femmes et experte en micro-financement.
- Alain Miquelon : président-directeur général de la Bourse de Montréal depuis 2009
- Alain Brunet : président-directeur général de la Société des alcools du Québec
- Alexandre Mérieux : président-directeur général de bioMérieux
- Ann Langley : professeure au département de management de HEC Montréal
- Anne-Marie Gélinas : productrice de films et de documentaires, présidente-directrice générale d'Emafilms
- Antoine Arnault : directeur général de Berluti et administrateur du Groupe LVMH
- Armando Torres Chibrás (en) : chef d'orchestre
- Benoit Daignault : président-directeur général d'Exportation et développement Canada
- Caroline Codsi: présidente fondatrice de l'organisme sans but lucratif La Gouvernance au Féminin
- Catherine Allard : directrice financière de GFI Solutions Group
- Charles-Albert Poissant : philanthrope et homme d'affaires canadien
- Daniel Paillé : économiste et homme politique québécois, ancien ministre (1994-1995) et chef du Bloc québécois (2011-2013)
- Djibril Ngom : ancien ministre du Budget et de l'Emploi au Sénégal, ancien président-directeur général du Port de Dakar et des Industries chimiques du Sénégal
- Dominique Anglade : ancienne présidente-directrice générale de Montréal International et femme politique québécoise, ministre de l'Économie, de la Science et de l'Innovation ainsi que ministre Responsable de la Stratégie Numérique (2015-2018)
- Fatim Cissé : entrepreneure ivoirienne
- François Beaudoin : ancien président-directeur général de la Banque de développement du Canada
- François Desjardins : président-directeur général de B2B Bank
- François Legault : premier Ministre du Québec (2018-...), homme politique québécois et fondateur d'Air Transat
- Gérard Parizeau : homme d'affaires canadien
- Georges Archambault : président-directeur général de l’Institut de recherche et de développement en agroenvironnement (IRDA)
- Guy Saint-Pierre : président et chef de la direction de la Société d'assurance-dépôts du Canada
- Guy Cormier : président et chef de la direction du Mouvement Desjardins[33]
- Hélène Desmarais : femme d'affaires canadienne
- Isabelle Maréchal : journaliste, animatrice de radio et comédienne
- Jacques Bougie : ancien président-directeur général d'Alcan Aluminium limitée
- Jacques Daoust : ancien vice-président de la Banque nationale du Canada, ancien président-directeur général d'Investissement Québec, homme politique québécois (2014-2016), ancien ministre de l'Économie, de l'Innovation et des Exportations, ancien ministre des Transports
- Jacques Dorion : président-directeur général de Carat Canada
- Jacques Malette : ancien président-directeur général de Quebecor World et ancien président-directeur général de Cascades
- Jacques Parizeau : ancien professeur d'économie à HEC Montréal et ancien premier ministre du Québec (26e)
- Jameleddine Gharbi : homme politique et ancien ministre tunisien
- Jean Campeau : ancien président-directeur général de la Caisse de dépôt et placement du Québec et coprésident de la Commission sur l'avenir politique et constitutionnel du Québec
- Jean Habel : homme politique québécois
- Jean-Guy Desjardins : président-directeur général de Fiera Capital
- Jean-Luc Deschamps : directeur financier de New-Look Eyewear
- Jean-Pierre Allaire : ancien président du conseil d'administration et président-directeur général d'Héma-Québec
- Jianwei Zhang : directeur général de Bombardier Chine
- Jocelyn Proteau : président du conseil d'administration de Standard Life Assurance Company
- José Núñez-Melo : député néodémocrate de Laval (2011-2015)
- Leon Courville : ancien président-directeur général de la Banque Nationale du Canada et président du conseil d'administration de la Fondation du Centre hospitalier de l'Université de Montréal
- Linda Lapointe : femme politique québécoise
- Léo-Paul Lauzon : professeur de comptabilité à l'École des sciences de la gestion de l'Université du Québec à Montréal et homme politique québécois
- Louis Couillard : directeur général de Pfizer France
- Louis R. Chênevert (en) : ancien président-directeur général de United Technologies Corporation
- Louis Roquet : ancien président-directeur général de la SAQ et d'Investissement Québec, ancien directeur général de la Ville de Montréal et ancien président du conseil d'administration du Fonds des médias du Canada
- Luc Sicotte : président de Gaz Métro
- Marie-Josée Coutu : présidente de la Fondation Marcelle et Jean Coutu
- Marie Gibeau : femme politique québécoise
- Martine Ouellet : femme politique québécoise et cheffe du Bloc québécois (2017-2018)
- Max Fontaine : homme d'affaires et homme politique malgache, ministre de l'environnement et du développement durable (2024-)
- Normand Legault : homme d'affaires et promoteur sportif
- Oulimata Sarr, une des dirigeantes d'ONU Femmes pour l'Afrique de l'Ouest et l'Afrique centrale.
- Pauline Marois : première ministre du Québec de 2012 à 2014
- Pierre Arcand : chef intérimaire du Parti libéral du Québec et ancien ministre des Ressources naturelles et de l'Énergie du Québec
- Pierre Claprood : ancien président-directeur général d'Agropur
- Pierre Francoeur : ancien président-directeur général de Sun Media
- Pierre Fitzgibbon : président-directeur général d'Atrium Innovations et ministre de l’Économie et de l’Innovation du Québec
- Réjean Robitaille : président-directeur général de la Banque Laurentienne
- Rémi Marcoux : président du conseil d'administration de TC Transcontinental
- Renaud Lachance : ancien vérificateur général du Québec
- Robert Dutton : ancien président-directeur général de RONA
- Robert Parizeau : ancien directeur financier de Power Financial, ancien président du conseil d'administration de Gaz Métro et président du conseil d'administration du Fonds de solidarité FTQ
- Serge Godin : fondateur, président du conseil d'administration et actionnaire majoritaire de CGI
- Stéphane Bédard : homme politique, avocat québécois et président du Conseil du trésor du Québec (2012-2014)
- Sylvain Pagé : homme politique québécois et député de Labelle à l'Assemblée nationale du Québec (2001–2018)
- Saul Polo : homme politique québécois et député de Laval-des-Rapides à l'Assemblée nationale du Québec
- Thierry Vandal : ancien président-directeur général d'Hydro-Québec
- Tidiane Sylla : ancien ministre du Tourisme du Sénégal et secrétaire général de la Présidence du Sénégal
- Yannis Mallat : producteur de jeux vidéo et président-directeur général d'Ubisoft Montréal
- Yves Sanssouci : président du Centre de recherche en informatique de Montréal
- Zbigniew Barwicz : président-directeur général de Pure Energies

## Annexe